# Raman Raghav
Raman Raghav (ur. 1929, zm. 1987 w Pune) - indyjski seryjny morderca, nazywany Rozpruwaczem. W latach 1965 - 1968 zamordował 41 osób na przedmieściach Mumbaju.
Wszystkie ofiary były przedstawicielami biedoty sypiającej na chodnikach lub w improwizowanych chatach na północnych przedmieściach miasta. Zabijał ich, uderzając tępym narzędziem w głowę. Pierwszej serii zabójstw dokonał w latach 1965-1966, kiedy zaatakował 19 osób.
Początkowo Raman Raghav został skazany na karę śmierci przez powieszenie. Wyroku nie wykonano, ponieważ dokładniejsze badania psychiatryczne wykazały, że morderca był "nieuleczalnie chory psychicznie". Kara została zmieniona na dożywotnie więzienie. Umieszczono go w areszcie w Pune.
Zmarł na skutek choroby nerek w 1987 roku po 18 latach spędzonych w odosobnieniu.